# ACF Fiorentina 2016-2017
Questa voce raccoglie le informazioni riguardanti l'ACF Fiorentina nelle competizioni ufficiali della stagione 2016-2017.

## Stagione
Il 28 agosto 2016, lo stadio Franchi ospita una festa per celebrare il 90º anno della società. L'evento, cui partecipano ex campioni come Antognoni e Chiesa, precede la gara con il Chievo valida per la 2ª giornata di campionato: i toscani vincono per 1-0, conquistando i primi 3 punti in classifica. All'inizio della stagione, la Fiorentina ha un passo lento sul fronte nazionale cui risponde - tuttavia - con maggior sicurezza in campo europeo. Alla pausa di novembre, la squadra ha già ipotecato la qualificazione per i sedicesimi: in campionato occupa invece il sesto posto. Nelle ultime settimane dell'anno solare la Fiorentina ottiene il passaggio alla fase seguente, perdendo al contempo dei punti preziosi in A.
Con l'arrivo del nuovo anno, vengono falliti gli obiettivi di coppa: il Napoli elimina da quella nazionale la formazione, fermata invece dal Borussia M'gladbach in Europa. In campionato prosegue invece la crisi, che a inizio marzo relega i viola fuori da piazzamenti utili per partecipare alle coppe. Nella penultima giornata con la sconfitta per 4-1 contro il Napoli e la contemporanea vittoria del Milan per 3-0 contro il Bologna, relega la squadra viola ufficialmente fuori dai piazzamenti utili per le coppe europee per la prossima stagione dopo quattro partecipazioni consecutive alla UEFA Europa League. Chiude la stagione all'ottavo posto in classifica.

## Divise e sponsor
Lo sponsor tecnico per la stagione 2016-2017 è Le Coq Sportif, per il secondo anno consecutivo. La prima divisa è un completo viola con finto colletto a polo con dei bordini bianco-rossi. La seconda è interamente bianca e ricalca lo stile della prima ma col colletto interamente viola bordato di bianco-rosso. Per le partite in trasferta i pantaloncini sono intercambiabili. La terza divisa è sullo stesso stile delle altre due ma arancione.
Il 7 luglio viene ufficializzato l'accordo con il main sponsor che comparirà sulle maglie, siglato con l'azienda tedesca Vorwerk. Nelle partite di Serie A apparirà la scritta "Folletto", mentre in quelle di Europa League "Vorwerk". Save the Children, che non è un vero sponsor ma una collaborazione a fini benefici, appare da quest'anno nel retro della maglia sotto la numerazione.
| Casa | Trasferta | Terza divisa |  |

## Organigramma societario
Area direttiva
- Presidente: Mario Cognigni
- Consiglio di amministrazione: Andrea Della Valle, Mario Cognigni, Sandro Mencucci, Paolo Borgomanero, Maurizio Boscarato, Carlo Montagna, Giovanni Montagna, Paolo Panerai, Gino Salica, Stefano Sincini
- Collegio sindacale - sindaci effettivi: Franco Pozzi, Massimo Foschi, Giancarlo Viccaro, Gilfredo Gaetani, Fabrizio Redaelli
- Direttore generale: Andrea Rogg
- Direttore esecutivo e Responsabile sviluppo progetti commerciali - Gianluca Baiesi
- Segreteria Sportiva: Fabio Bonelli
- Direttore amministrazione, finanza e controllo: Gian Marco Pachetti

Area organizzativa
- Team Manager: Roberto Ripa
- Direttore area stadio e sicurezza:
- Resp. risorse umane: Grazia Forgione
- IT Manager: Andrea Ragusin

Area comunicazione
- Direttore comunicazione: Elena Turra
- Ufficio Stampa: Luca Di Francesco - Arturo Mastronardi
- Direttore responsabile www.ViolaChannel.tv: Luca Giammarini

Area tecnica
- Direttore area tecnica: Pantaleo Corvino
- Direttore sportivo: Carlos Freitas
- Allenatore: Paulo Sousa
- Viceallenatore: Victor Sanchez Lladó
- Preparatore atletico: Damir Blokar
- Training Load analyst: Manuel Cordeiro
- Collaboratori tecnici:
- Analisi tattiche:
- Allenatore portieri: Alejandro Rosalen Lopez,
- Preparatore atletico recupero infortunati: Damir Blokar

Area sanitaria
- Direttore area medico-sanitaria: Paolo Manetti
- Coordinatore e responsabile scientifico: Giorgio Galanti
- Medici sociali: Jacopo Giuliattini, Luca Pengue
- Massofisioterapisti: Stefano Dainelli, Maurizio Fagorzi
- Fisioterapista: Francesco Tonarelli, Luca Lonero, Filippo Nannelli, Simone Michelassi

## Rosa

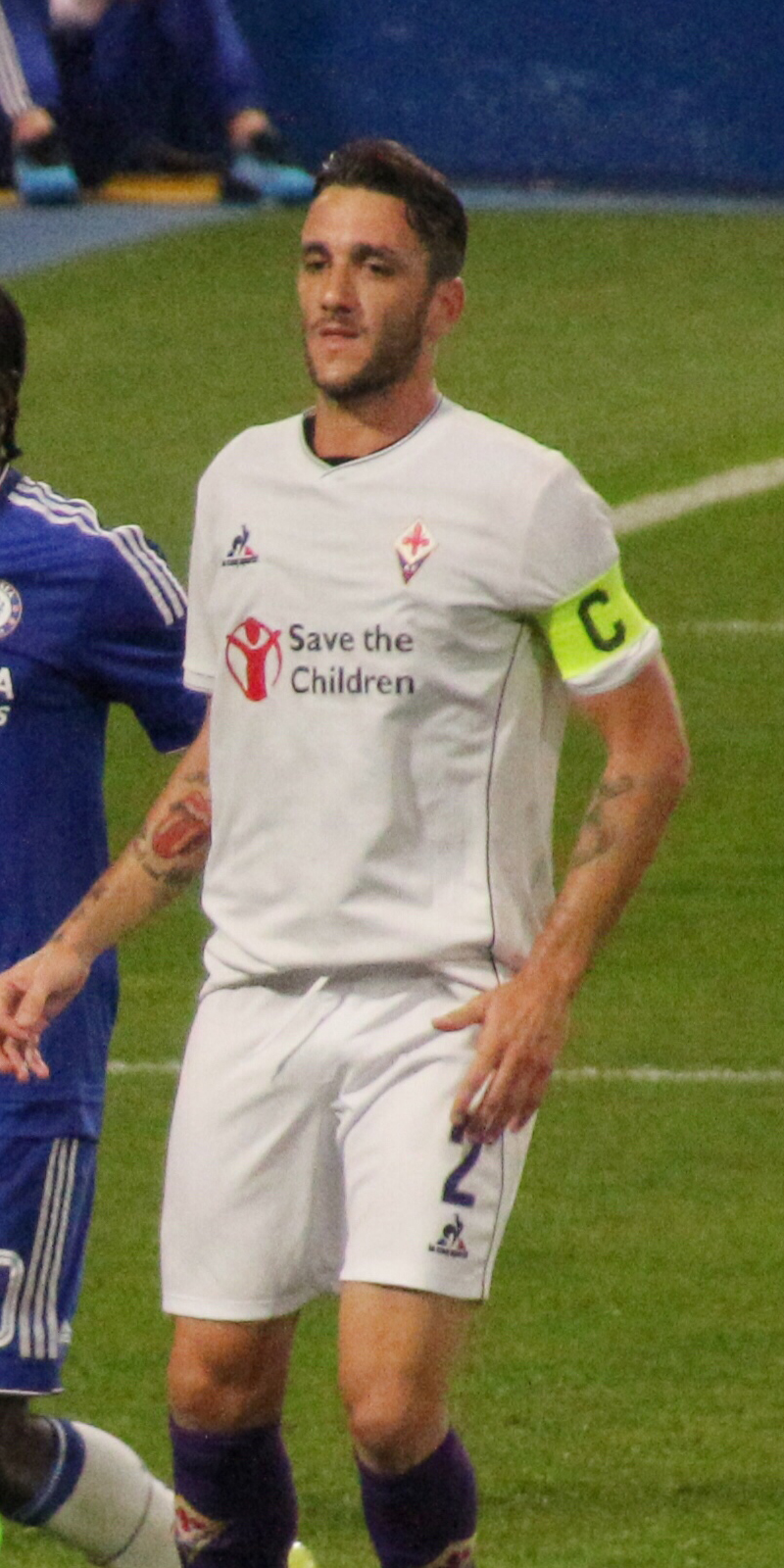
Gonzalo Rodríguez, capitano della Fiorentina

Rosa aggiornata al 31 gennaio 2017.
| N. |                        | Ruolo | Calciatore                   |
| -- | ---------------------- | ----- | ---------------------------- |
| 1  | Italia (bandiera)      | P     | Luca Lezzerini               |
| 2  | Argentina (bandiera)   | D     | Gonzalo Rodríguez (capitano) |
| 3  | Ghana (bandiera)       | C     | Amidu Salifu                 |
| 4  | Francia (bandiera)     | D     | Sebastien De Maio            |
| 5  | Croazia (bandiera)     | C     | Milan Badelj                 |
| 6  | Colombia (bandiera)    | C     | Carlos Sánchez               |
| 7  | Argentina (bandiera)   | A     | Mauro Zárate                 |
| 8  | Uruguay (bandiera)     | C     | Matías Vecino                |
| 9  | Croazia (bandiera)     | A     | Nikola Kalinić               |
| 10 | Italia (bandiera)      | A     | Federico Bernardeschi        |
| 11 | Argentina (bandiera)   | C     | Hernán Toledo                |
| 12 | Romania (bandiera)     | P     | Ciprian Tătărușanu           |
| 13 | Italia (bandiera)      | D     | Davide Astori                |
| 15 | Uruguay (bandiera)     | D     | Maximiliano Olivera          |
| 16 | Spagna (bandiera)      | C     | Cristian Tello               |
| 17 | Paesi Bassi (bandiera) | D     | Kevin Diks                   |
| 18 | Messico (bandiera)     | D     | Carlos Salcedo               |
| 19 | Uruguay (bandiera)     | C     | Sebastián Cristóforo         |
| 20 | Spagna (bandiera)      | C     | Borja Valero (vice capitano) |

| N. |                        | Ruolo | Calciatore           |
| -- | ---------------------- | ----- | -------------------- |
| 21 | Italia (bandiera)      | C     | Riccardo Saponara    |
| 22 | Italia (bandiera)      | P     | Michele Cerofolini   |
| 23 | Italia (bandiera)      | P     | Giacomo Satalino     |
| 24 | Romania (bandiera)     | C     | Ianis Hagi           |
| 25 | Italia (bandiera)      | A     | Federico Chiesa      |
| 26 | Stati Uniti (bandiera) | A     | Joshua Pérez         |
| 27 | Italia (bandiera)      | C     | Fabio Maistro        |
| 28 | Italia (bandiera)      | D     | Riccardo Baroni      |
| 30 | Senegal (bandiera)     | A     | Khouma Babacar       |
| 31 | Croazia (bandiera)     | D     | Hrvoje Milić         |
| 32 | Slovenia (bandiera)    | A     | Jan Mlakar           |
| 33 | Italia (bandiera)      | P     | Simone Ghidotti      |
| 34 | Portogallo (bandiera)  | A     | Tomás Reymão         |
| 40 | Serbia (bandiera)      | D     | Nenad Tomović        |
| 57 | Italia (bandiera)      | P     | Marco Sportiello     |
| 72 | Slovenia (bandiera)    | C     | Josip Iličić         |
| 97 | Polonia (bandiera)     | P     | Bartłomiej Drągowski |
| 98 | Senegal (bandiera)     | C     | Abdou Diakhate       |

## Calciomercato

### Sessione estiva (dal 1/7 al 31/8)
| Acquisti | Acquisti               | Acquisti          | Acquisti         |
| R.       | Nome                   | da                | Modalità         |
| -------- | ---------------------- | ----------------- | ---------------- |
| P        | Bartłomiej Drągowski   | Jagiellonia       | definitivo       |
| D        | Gilberto Moraes Júnior | Verona            | fine prestito    |
| C        | Kevin Diks             | Vitesse           | definitivo       |
| C        | Ianis Hagi             | Viitorul Costanza | definitivo       |
| C        | Amidu Salifu           | Brescia           | fine prestito    |
| A        | Jaime Báez             | Livorno           | fine prestito    |
| C        | Andrés Schetino        | Livorno           | fine prestito    |
| A        | Ante Rebić             | Verona            | fine prestito    |
| C        | Joshua Brillante       | Como              | fine prestito    |
| A        | Mario Gómez            | Beşiktaş          | fine prestito    |
| A        | Giuseppe Rossi         | Levante           | fine prestito    |
| C        | Hernán Toledo          | Vélez Sarsfield   | prestito         |
| C        | Carlos Sánchez         | Aston Villa       | prestito         |
| C        | Cristian Tello         | Barcellona        | rinnovo prestito |
| D        | Hrvoje Milić           | Hajduk Spalato    | definitivo       |
| D        | Sebastien De Maio      | Anderlecht        | prestito         |
| D        | Carlos Salcedo         | Guadalajara       | prestito         |
| C        | Sebastián Cristóforo   | Siviglia          | prestito         |
| D        | Maximiliano Olivera    | Peñarol           | prestito         |

| Cessioni | Cessioni               | Cessioni              | Cessioni      |
| R.       | Nome                   | a                     | Modalità      |
| -------- | ---------------------- | --------------------- | ------------- |
| C        | Jakub Błaszczykowski   | Borussia Dortmund     | fine prestito |
| D        | Yohan Benalouane       | Leicester City        | fine prestito |
| C        | Panagiōtīs Kone        | Udinese               | fine prestito |
| C        | Alberto Facundo Costa  | Spartak Mosca         | fine prestito |
| D        | Manuel Pasqual         | Empoli                | svincolato    |
| A        | Ante Rebić             | Eintracht Francoforte | prestito      |
| P        | Luigi Sepe             | Napoli                | fine prestito |
| D        | José Basanta           | Monterrey             | definitivo    |
| D        | Facundo Roncaglia      | Celta Vigo            | definitivo    |
| C        | Marko Bakić            | Braga                 | definitivo    |
| C        | Andrés Schetino        | Siviglia Atlético     | prestito      |
| A        | Mario Gómez            | Wolfsburg             | definitivo    |
| C        | Joshua Brillante       | Sydney FC             | definitivo    |
| D        | Ricardo Bagadur        | Benevento             | prestito      |
| A        | Giuseppe Rossi         | Celta Vigo            | prestito      |
| D        | Gilberto Moraes Júnior | Latina                | prestito      |
| D        | Marcos Alonso Mendoza  | Chelsea               | definitivo    |
| A        | Jaime Báez             | Spezia                | prestito      |
| C        | Matías Fernández       | Milan                 | prestito      |
| C        | Amidu Salifu           | Mantova               | prestito      |

### Sessione invernale (dal 03/01 al 31/01)
| Acquisti         | Acquisti               | Acquisti | Acquisti      |
| R.               | Nome                   | da       | Modalità      |
| ---------------- | ---------------------- | -------- | ------------- |
| P                | Marco Sportiello       | Atalanta | prestito      |
| C                | Riccardo Saponara      | Empoli   | prestito      |
| D                | Gilberto Moraes Júnior | Latina   | fine prestito |
| Altre operazioni |                        |          |               |
| R.               | Nome                   | da       | Modalità      |
| D                | Giuseppe Scalera       | Bari     | prestito      |
| A                | Gaetano Castrovilli    | Bari     | prestito      |
| D                | Julián Illanes         |          | svincolato    |

| Cessioni         | Cessioni               | Cessioni        | Cessioni      |
| R.               | Nome                   | a               | Modalità      |
| ---------------- | ---------------------- | --------------- | ------------- |
| P                | Luca Lezzerini         | Avellino        | prestito      |
| A                | Mauro Zárate           | Watford         | definitivo    |
| C                | Kevin Diks             | Vitesse         | prestito      |
| D                | Gilberto Moraes Júnior | Vasco da Gama   | prestito      |
| C                | Hernán Toledo          | Vélez Sarsfield | fine prestito |
| Altre operazioni |                        |                 |               |
| R.               | Nome                   | da              | Modalità      |
| C                | Edoardo Degl'Innocenti | Pisa            | prestito      |

## Risultati

### Serie A

#### Girone di andata
| Arbitro: | Massa (Imperia) |

|                         |           |             |
| Khedira 37’ Higuaín 75’ | Marcatori | 70’ Kalinić |

| Arbitro: | Fabbri (Ravenna) |

|             |           |  |
| Sánchez 29’ | Marcatori |  |

| Arbitro: | Guida (Torre Annunziata) |

|             |           |  |
| Lazović 37’ | Marcatori |  |

| Arbitro: | Rizzoli (Bologna) |

|            |           |  |
| Badelj 83’ | Marcatori |  |

| Arbitro: | Mazzoleni (Terni) |

|                       |           |                                     |
| Zapata 26’ Danilo 45’ | Marcatori | 30’ Babacar 52’ (rig.) Bernardeschi |

| Firenze 25 settembre 2016, ore 20:45 CEST 6ª giornata | Fiorentina     | 0 – 0 referto | Milan | Stadio Artemio Franchi (29.786 spett.)\| Arbitro: \| Orsato (Schio) \| |
| Arbitro:                                              | Orsato (Schio) |               |       |                                                                        |

| Arbitro: | Calvarese (Teramo) |

|                             |           |             |
| Iago Falque 15’ Benassi 60’ | Marcatori | 84’ Babacar |

| Firenze 16 ottobre 2016, ore 12:30 CEST 8ª giornata | Fiorentina        | 0 – 0 referto | Atalanta | Stadio Artemio Franchi (27.529 spett.)\| Arbitro: \| Damato (Barletta) \| |
| Arbitro:                                            | Damato (Barletta) |               |          |                                                                           |

| Arbitro: | Russo (Nola) |

|                                         |           |                                             |
| Di Gennaro 2’ Capuano 61’ Borriello 77’ | Marcatori | 20’, 40’, 53’ Kalinić 26’, 31’ Bernardeschi |

| Arbitro: | Gavillucci (Latina) |

|            |           |                |
| Astori 85’ | Marcatori | 24’ Falcinelli |

| Arbitro: | Valeri (Roma) |

|  |           |                    |
|  | Marcatori | 31’ (rig.) Kalinić |

| Arbitro: | Rizzoli (Bologna) |

|                  |           |            |
| Bernardeschi 37’ | Marcatori | 57’ Muriel |

| Arbitro: | Massa (Imperia) |

|  |           |                                              |
|  | Marcatori | 26’, 61’ Bernardeschi 47’ (rig.), 67’ Iličić |

| Arbitro: | Damato (Barletta) |

|                                           |           |                        |
| Brozović 3’ Candreva 9’ Icardi 19’, 90+1’ | Marcatori | 37’ Kalinić 62’ Iličić |

| Arbitro: | Giacomelli (Trieste) |

|                                       |           |            |
| Bernardeschi 33’ (rig.) Babacar 90+3’ | Marcatori | 49’ Jajalo |

| Arbitro: | Fabbri (Ravenna) |

|                  |           |            |
| Kalinić 10’, 40’ | Marcatori | 76’ Acerbi |

| Arbitro: | Irrati (Pistoia) |

|                                 |           |            |
| Keita 23’ Biglia 45+4’ Radu 90’ | Marcatori | 64’ Zárate |

| Arbitro: | Tagliavento (Terni) |

|                                  |           |                                                 |
| Bernardeschi 51’, 69’ Zárate 82’ | Marcatori | 24’ Insigne 68’ Mertens 90+4’ (rig.) Gabbiadini |

| Arbitro: | Russo (Nola) |

|             |           |                  |
| Caprari 15’ | Marcatori | 68’, 90+5’ Tello |

#### Girone di ritorno
| Arbitro: | Banti (Livorno) |

|                        |           |             |
| Kalinić 37’ Badelj 54’ | Marcatori | 58’ Higuaín |

| Arbitro: | Maresca (Napoli) |

|  |           |                                           |
|  | Marcatori | 18’ Tello 52’ (rig.) Babacar 90+4’ Chiesa |

| Arbitro: | Orsato (Schio) |

|                                   |           |                                       |
| Iličić 17’ Chiesa 50’ Kalinić 62’ | Marcatori | 57’, 86’ (rig.) Simeone 59’ Hiljemark |

| Arbitro: | Irrati (Pistoia) |

|                                         |           |  |
| Džeko 39’, 83’ Fazio 58’ Nainggolan 75’ | Marcatori |  |

| Arbitro: | Mariani (Aprilia) |

|                                                      |           |  |
| Borja Valero 41’ Babacar 62’ Bernardeschi 80’ (rig.) | Marcatori |  |

| Arbitro: | Valeri (Roma) |

|                        |           |             |
| Kucka 16’ Deulofeu 31’ | Marcatori | 20’ Kalinić |

| Arbitro: | Giacomelli (Trieste) |

|                         |           |                  |
| Saponara 8’ Kalinić 38’ | Marcatori | 65’, 85’ Belotti |

| Bergamo 5 marzo 2017, ore 15:00 CET 27ª giornata | Atalanta                 | 0 – 0 referto | Fiorentina | Stadio Atleti Azzurri d'Italia (18.919 spett.)\| Arbitro: \| Guida (Torre Annunziata) \| |
| Arbitro:                                         | Guida (Torre Annunziata) |               |            |                                                                                          |

| Arbitro: | Gavillucci (Latina) |

|               |           |  |
| Kalinić 90+2’ | Marcatori |  |

| Arbitro: | Pairetto (Nichelino) |

|  |           |             |
|  | Marcatori | 90’ Kalinić |

| Arbitro: | Doveri (Roma) |

|             |           |  |
| Babacar 51’ | Marcatori |  |

| Arbitro: | Russo (Nola) |

|                          |           |                           |
| Fernandes 5’ Álvarez 71’ | Marcatori | 60’ Rodríguez 89’ Babacar |

| Arbitro: | Mazzoleni (Bergamo) |

|           |           |                                      |
| Tello 64’ | Marcatori | 37’ El Kaddouri 90+3’ (rig.) Pasqual |

| Arbitro: | Valeri (Roma) |

|                                             |           |                                    |
| Vecino 23’, 64’ Astori 62’ Babacar 70’, 79’ | Marcatori | 29’ Perišić 34’, 88’, 90+1’ Icardi |

| Arbitro: | Tagliavento (Terni) |

|                           |           |  |
| Diamanti 32’ Aleesami 90’ | Marcatori |  |

| Arbitro: | Gavillucci (Latina) |

|                                  |           |                               |
| Politano 74’ (rig.) Iemmello 85’ | Marcatori | 37’ Chiesa 90+4’ Bernardeschi |

| Arbitro: | Celi (Bari) |

|                                             |           |                      |
| Babacar 67’ Kalinić 73’ Lombardi 76’ (aut.) | Marcatori | 55’ Keita 81’ Murgia |

| Arbitro: | Rizzoli (Bologna) |

|                                           |           |            |
| Koulibaly 8’ Insigne 36’ Mertens 57’, 64’ | Marcatori | 60’ Iličić |

| Arbitro: | Martinelli (Roma) |

|                         |           |                          |
| Saponara 66’ Vecino 85’ | Marcatori | 15’ Caprari 65’ Bahebeck |

### Coppa Italia

#### Fase finale
| Arbitro: | Celi (Bari) |

|                           |           |  |
| Bernardeschi 90+3’ (rig.) | Marcatori |  |

| Arbitro: | Doveri (Roma) |

|              |           |  |
| Callejón 71’ | Marcatori |  |

### UEFA Europa League

#### Fase a gironi
| Salonicco 15 settembre 2016, ore 21:05 CEST 1ª giornata | PAOK   | 0 – 0 referto | Fiorentina | Stadio Toumba (22.000 spett.)\| Arbitro: \| Vinčić \| |
| Arbitro:                                                | Vinčić |               |            |                                                       |

| Arbitro: | Drachta |

|                                                |           |              |
| Babacar 39’, 45+2’ Kalinić 43’ Zárate 63’, 78’ | Marcatori | 90+2’ Ndlovu |

| Arbitro: | Gözübüyük |

|            |           |                             |
| Ševčík 58’ | Marcatori | 8’, 23’ Kalinić 70’ Babacar |

| Arbitro: | Stavrev |

|                                              |           |  |
| Iličić 30’ (rig.) Kalinić 43’ Cristóforo 73’ | Marcatori |  |

| Arbitro: | Klossner |

|                              |           |                                             |
| Bernardeschi 33’ Babacar 50’ | Marcatori | 5’ Šachov 26’ Djalma Campos 90+3’ Rodrigues |

| Arbitro: | Bebek |

|              |           |                       |
| Reynaldo 73’ | Marcatori | 60’ Vecino 76’ Chiesa |

#### Fase a eliminazione diretta
| Arbitro: | Manzano |

|  |           |                  |
|  | Marcatori | 44’ Bernardeschi |

| Arbitro: | Dias |

|                              |           |                                             |
| Kalinić 16’ Borja Valero 29’ | Marcatori | 44’ (rig.), 47’, 55’ Stindl 60’ Christensen |

## Statistiche

### Statistiche di squadra
| Competizione       | Punti | In casa | In casa | In casa | In casa | In casa | In casa | In trasferta | In trasferta | In trasferta | In trasferta | In trasferta | In trasferta | Totale | Totale | Totale | Totale | Totale | Totale | D.R. |
| Competizione       | Punti | G       | V       | N       | P       | Gf      | Gs      | G            | V            | N            | P            | Gf           | Gs           | G      | V      | N      | P      | Gf     | Gs     | D.R. |
| ------------------ | ----- | ------- | ------- | ------- | ------- | ------- | ------- | ------------ | ------------ | ------------ | ------------ | ------------ | ------------ | ------ | ------ | ------ | ------ | ------ | ------ | ---- |
| Serie A            | 60    | 19      | 10      | 8       | 1       | 34      | 23      | 19           | 6            | 4            | 9            | 29           | 32           | 38     | 16     | 12     | 10     | 63     | 57     | +6   |
| Coppa Italia       | -     | 1       | 1       | 0       | 0       | 1       | 0       | 1            | 0            | 0            | 1            | 0            | 1            | 1      | 1      | 0      | 1      | 1      | 1      | 0    |
| UEFA Europa League | 13    | 4       | 2       | 0       | 2       | 12      | 8       | 4            | 3            | 1            | 0            | 6            | 2            | 8      | 5      | 1      | 2      | 18     | 10     | +8   |
| Totale             | 73    | 24      | 13      | 8       | 3       | 47      | 31      | 24           | 9            | 5            | 10           | 35           | 35           | 47     | 22     | 13     | 13     | 82     | 68     | +14  |

### Andamento in campionato
| Giornata  | 1  | 2  | 3 | 4 | 5 | 6  | 7  | 8  | 9  | 10 | 11 | 12 | 13 | 14 | 15 | 16 | 17 | 18 | 19 | 20 | 21 | 22 | 23 | 24 | 25 | 26 | 27 | 28 | 29 | 30 | 31 | 32 | 33 | 34 | 35 | 36 | 37 | 38 |
| --------- | -- | -- | - | - | - | -- | -- | -- | -- | -- | -- | -- | -- | -- | -- | -- | -- | -- | -- | -- | -- | -- | -- | -- | -- | -- | -- | -- | -- | -- | -- | -- | -- | -- | -- | -- | -- | -- |
| Luogo     | T  | C  | T | C | T | C  | T  | C  | T  | C  | T  | C  | T  | T  | C  | C  | T  | C  | T  | C  | T  | C  | T  | C  | T  | C  | T  | C  | T  | C  | T  | C  | C  | T  | T  | C  | T  | C  |
| Risultato | P  | V  | P | V | N | N  | P  | N  | V  | N  | V  | N  | V  | P  | V  | V  | P  | N  | V  | V  | V  | N  | P  | V  | P  | N  | N  | V  | V  | V  | N  | P  | V  | P  | N  | V  | P  | N  |
| Posizione | 14 | 10 | 7 | 8 | 9 | 12 | 14 | 14 | 12 | 11 | 7  | 8  | 8  | 9  | 8  | 7  | 8  | 9  | 7  | 8  | 8  | 8  | 8  | 8  | 8  | 8  | 8  | 8  | 8  | 8  | 8  | 8  | 8  | 8  | 8  | 7  | 8  | 8  |

Fonte:  Serie A – Classifiche, su legaseriea.it, Lega Serie A. URL consultato il 9 agosto 2016 (archiviato dall'url originale il 12 giugno 2018).
Legenda:

Luogo: C = Casa; T = Trasferta. Risultato: V = Vittoria; N = Pareggio; P = Sconfitta.

### Statistiche dei giocatori
Sono in corsivo i calciatori che hanno lasciato la società a stagione in corso.
| Giocatore       | Serie A  | Serie A | Serie A     | Serie A    | Coppa Italia | Coppa Italia | Coppa Italia | Coppa Italia | UEFA Europa League | UEFA Europa League | UEFA Europa League | UEFA Europa League | Totale   | Totale | Totale      | Totale     |
| Giocatore       | Presenze | Reti    | Ammonizioni | Espulsioni | Presenze     | Reti         | Ammonizioni  | Espulsioni   | Presenze           | Reti               | Ammonizioni        | Espulsioni         | Presenze | Reti   | Ammonizioni | Espulsioni |
| --------------- | -------- | ------- | ----------- | ---------- | ------------ | ------------ | ------------ | ------------ | ------------------ | ------------------ | ------------------ | ------------------ | -------- | ------ | ----------- | ---------- |
| M. Alonso       | 2        | 0       | 0           | 0          | 0            | 0            | 0            | 0            | 0                  | 0                  | 0                  | 0                  | 2        | 0      | 0           | 0          |
| D. Astori       | 33       | 2       | 11          | 1          | 1            | 0            | 1            | 0            | 6                  | 0                  | 0                  | 0                  | 40       | 2      | 12          | 1          |
| K. Babacar      | 22       | 10      | 0           | 0          | 1            | 0            | 0            | 0            | 8                  | 4                  | 0                  | 0                  | 31       | 14     | 0           | 0          |
| M. Badelj       | 33       | 2       | 9           | 0          | 2            | 0            | 1            | 0            | 6                  | 0                  | 1                  | 0                  | 41       | 2      | 11          | 0          |
| F. Bernardeschi | 32       | 11      | 5           | 1          | 2            | 1            | 0            | 0            | 8                  | 2                  | 2                  | 0                  | 42       | 14     | 7           | 1          |
| F. Chiesa       | 26       | 3       | 4           | 1          | 2            | 0            | 1            | 0            | 5                  | 1                  | 1                  | 1                  | 33       | 4      | 6           | 2          |
| S. Cristóforo   | 19       | 0       | 1           | 0          | 2            | 0            | 0            | 0            | 6                  | 1                  | 0                  | 0                  | 27       | 1      | 1           | 0          |
| S. De Maio      | 6        | 0       | 1           | 0          | 1            | 0            | 0            | 0            | 2                  | 0                  | 0                  | 0                  | 9        | 0      | 1           | 0          |
| K. Diks         | 2        | 0       | 0           | 0          | 0            | 0            | 0            | 0            | 0                  | 0                  | 0                  | 0                  | 2        | 0      | 0           | 0          |
| B. Drągowski    | 1        | -2      | 0           | 0          | 0            | 0            | 0            | 0            | 0                  | 0                  | 0                  | 0                  | 1        | -2     | 0           | 0          |
| I. Hagi         | 2        | 0       | 1           | 0          | 0            | 0            | 0            | 0            | 0                  | 0                  | 0                  | 0                  | 2        | 0      | 1           | 0          |
| N. Kalinić      | 32       | 15      | 4           | 1          | 2            | 0            | 1            | 0            | 7                  | 5                  | 1                  | 0                  | 41       | 20     | 6           | 1          |
| J. Iličić       | 29       | 5       | 2           | 0          | 2            | 0            | 0            | 0            | 4                  | 1                  | 1                  | 0                  | 35       | 6      | 3           | 0          |
| L. Lezzerini    | 1        | 0       | 0           | 0          | 0            | 0            | 0            | 0            | 1                  | -3                 | 0                  | 0                  | 2        | -3     | 0           | 0          |
| H. Milić        | 16       | 0       | 3           | 0          | 0            | 0            | 0            | 0            | 2                  | 0                  | 0                  | 0                  | 18       | 0      | 3           | 0          |
| J. Mlakar       | 1        | 0       | 0           | 0          | 0            | 0            | 0            | 0            | 0                  | 0                  | 0                  | 0                  | 1        | 0      | 0           | 0          |
| M. Olivera      | 18       | 0       | 3           | 0          | 2            | 0            | 1            | 1            | 6                  | 0                  | 1                  | 0                  | 26       | 0      | 5           | 1          |
| J. Pérez        | 1        | 0       | 0           | 0          | 0            | 0            | 0            | 0            | 0                  | 0                  | 0                  | 0                  | 1        | 0      | 0           | 0          |
| G. Rodríguez    | 26       | 1       | 7           | 2          | 0            | 0            | 0            | 0            | 7                  | 0                  | 1                  | 0                  | 33       | 1      | 8           | 2          |
| G. Rossi        | 1        | 0       | 0           | 0          | 0            | 0            | 0            | 0            | 0                  | 0                  | 0                  | 0                  | 1        | 0      | 0           | 0          |
| C. Salcedo      | 18       | 0       | 7           | 0          | 0            | 0            | 0            | 0            | 2                  | 0                  | 0                  | 0                  | 20       | 0      | 7           | 0          |
| A. Salifu       | 0        | 0       | 0           | 0          | 0            | 0            | 0            | 0            | 0                  | 0                  | 0                  | 0                  | 0        | 0      | 0           | 0          |
| C. Sánchez      | 31       | 1       | 7           | 0          | 2            | 0            | 1            | 0            | 7                  | 0                  | 1                  | 0                  | 40       | 1      | 9           | 0          |
| R. Saponara     | 11       | 2       | 1           | 0          | 0            | 0            | 0            | 0            | 0                  | 0                  | 0                  | 0                  | 11       | 2      | 1           | 0          |
| M. Sportiello   | 2        | -4      | 0           | 0          | 0            | 0            | 0            | 0            | 0                  | 0                  | 0                  | 0                  | 2        | -4     | 0           | 0          |
| C. Tătărușanu   | 35       | -50     | 0           | 0          | 2            | -1           | 0            | 0            | 7                  | -7                 | 0                  | 0                  | 44       | -58    | 0           | 0          |
| C. Tello        | 36       | 4       | 1           | 0          | 0            | 0            | 0            | 0            | 5                  | 0                  | 0                  | 0                  | 41       | 4      | 1           | 0          |
| N. Tomović      | 26       | 0       | 11          | 0          | 2            | 0            | 2            | 0            | 7                  | 0                  | 2                  | 0                  | 35       | 0      | 15          | 0          |
| H. Toledo       | 0        | 0       | 0           | 0          | 0            | 0            | 0            | 0            | 0                  | 0                  | 0                  | 0                  | 0        | 0      | 0           | 0          |
| B. Valero       | 30       | 1       | 5           | 0          | 2            | 0            | 0            | 0            | 6                  | 1                  | 1                  | 0                  | 38       | 2      | 6           | 0          |
| M. Vecino       | 32       | 3       | 7           | 0          | 2            | 0            | 1            | 0            | 7                  | 1                  | 1                  | 0                  | 41       | 4      | 9           | 0          |
| M. Zárate       | 7        | 2       | 2           | 0          | 1            | 0            | 0            | 1            | 1                  | 2                  | 0                  | 0                  | 9        | 4      | 2           | 1          |

## Giovanili

### Organigramma societario
Area direttiva
- Direttore settore giovanile: Andrea Rogg
- Amministratore unico e Responsabile sviluppo ed efficientamento settore giovanile: Vincenzo Vergine
- Segreteria sportiva: Luigi Curradi
- Team Manager primavera: Rocco De Vincenti
- Area logistico organizzativa: Vincenzo Vergine (ad interim)
- Responsabile sicurezza prevenzione e protezione: Ettore Lambertucci
- Area gestionale e amministrativa: Elena Tortelli
- Area servizi generali: Maria Malearov, Cristina Mugnai
- Trasporti, vitto e alloggi: Roberto Trapassi
- Magazzino: Riccardo Degl'Innocenti, Sonia Meucci
- Autisti: Giorgio Russo, Kamal Wesumperuma

Area tecnica e sanitaria
- Area reclutamento: Maurizio Niccolini, Stefano Cappelletti
- Area fisica: Vincenzo Vergine
- Area medico-sanitaria: Giovanni Serni
- Area tutoraggio e formazione: Roberto Trapassi, Camilla Linari, Laura Paoletti, Francesca Soldi
- Allenatore Primavera: Federico Guidi
- Allenatore Allievi Nazionali: Agostino Iacobelli
- Allenatore Allievi Lega Pro: Cristiano Masitto
- Allenatore Giovanissimi: Alessandro Grandoni

### Piazzamenti
- Primavera:
  - Campionato: 2º posto
  - Coppa Italia: Semifinale
  - Torneo di Viareggio: Ottavi di finale
  - Torneo Città di Vignola: ?
- Allievi Nazionali:
  - Campionato: 7º posto (girone A)
  - Trofeo di Arco "Beppe Viola": ?